# 갈리시아 왕국
갈리시아 왕국(갈리시아어: Reino de Galicia, 포르투갈어: Reino da Galiza, 라틴어: Galliciense Regnum)은 서남부 유럽, 이베리아반도의 북서쪽 귀퉁이를 차지하고 있던 정치 체제이다. 수에비족 왕 헤르메릭이 910년에 브라가에서 왕조를 창업했다.